# فرودگاه الدبه
فرودگاه الدبه (به انگلیسی: El Debba Airport) یک فرودگاه با کد یاتا EDB است . این فرودگاه در شهر الدبه، سودان کشور سودان قرار دارد .